# Abus verbal
 (mars 2011).
Si vous disposez d'ouvrages ou d'articles de référence ou si vous connaissez des sites web de qualité traitant du thème abordé ici, merci de compléter l'article en donnant les références utiles à sa vérifiabilité et en les liant à la section « Notes et références ».

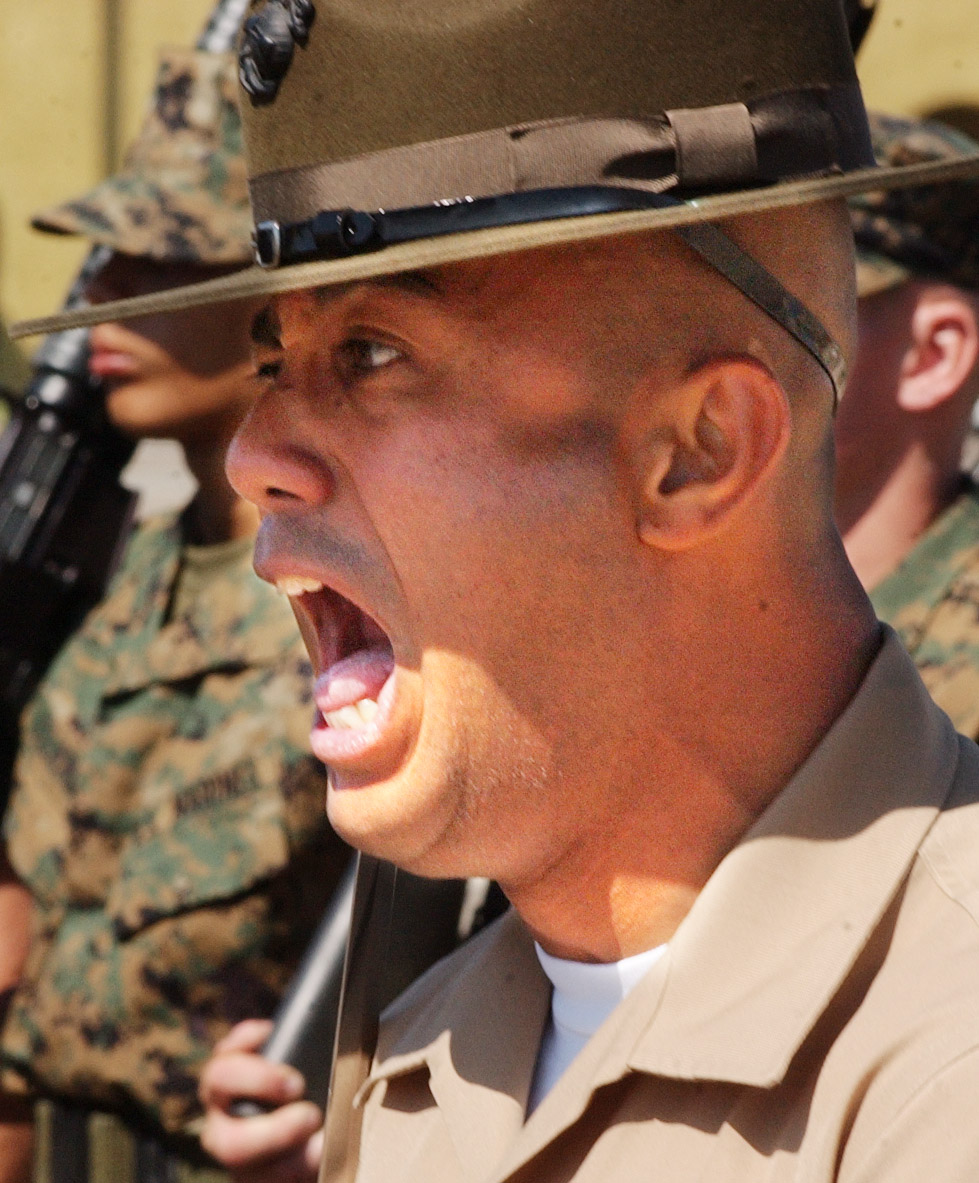
L'abus verbal, comportement abusif utilisant le langage.

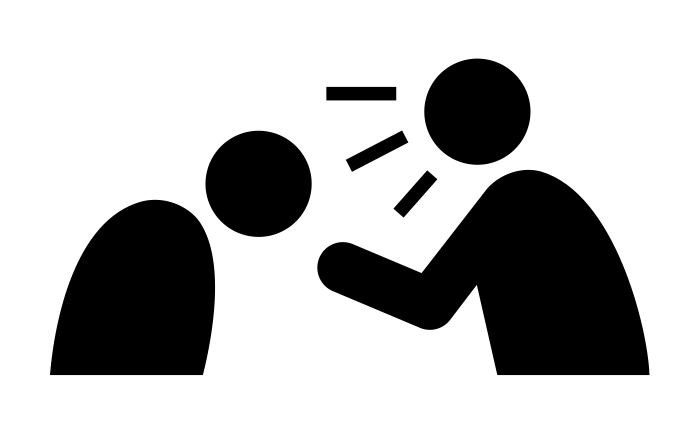
Pictogramme représentant une agression verbale.

En psychologie sociale, un abus verbal (appelé aussi agression verbale, attaque verbale ou violence verbale) est un acte de langage dont l'intention est de blesser, ou de mettre en colère une autre personne,. Cette forme de comportement abusif implique l'utilisation du langage oral (joute oratoire, discours politique…) ou écrit (pratique langagière qui se manifeste depuis les textes littéraires antiques, jusqu'à la violence numérique qui s'expose gratuitement à partir de la fin du XXe siècle sur Internet où elle devient un phénomène de société inquiétant, en particulier sur les réseaux sociaux). Forme de violence psychologique,qui peut survenir avec ou sans l'utilisation d'explétifs, cet acte de communication correspond à une mise en montée agressive qui se décline « à travers des déclencheurs de conflits (matériels et symboliques), différentes étapes (incompréhension, négociation, évitement, etc.), des marqueurs discursifs de rupture (mots du discours, durcisseurs, etc.) et des actes de langage dépréciatifs (harcèlement, insulte, déni, menaces, etc.) ».
L'abus verbal est un degré comportemental pouvant sérieusement interférer sur le développement émotionnel d'un individu. Une simple exposition à une agression verbale peut être suffisante pour affecter significativement l'estime de soi d'un individu, le bien-être émotionnel ainsi que l'état physique.

## Définition
L'abus verbal est décrit en tant qu'environnement émotionnel organisé par le profiteur dans le but d'un contrôle, aussi bien psychologiquement que physiquement, sur l'individu. Le profiteur tente à placer sa victime dans une position de faiblesse. Les rapports d'abus verbaux et émotionnels indiquent qu'ils surviennent fréquemment dans les couples entre hommes et femmes[réf. nécessaire]. Dans de tels contextes, les personnes victimes reportées restent majoritairement les femmes.
Si la frontière entre agression et violence verbale est difficile à établir, certains linguistes distinguent ces deux formes de violence psychologique. Si l’agression verbale(en) qui demeure dans un cadre sécure et ritualisé (telles les joutes oratoires lors de slam, battle ou débat politique), constitue encore un certain type de relation à l’autre, la violence qui sort de ce cadre constituerait une véritable atteinte à la face de l'individu, comme personne (et non uniquement à son rôle), « la négation de la relation, dans la toute puissance de l’un sur l’autre et l’abus de l’un par l’autre ».

## Typologie
Bellachhab et Galatanu dressent une typologie des actes illocutoires perçus comme des agressions ou attaques, et susceptibles de déclencher à leur tour de la violence verbale. Selon ces linguistes, l'agression et la violence verbale couvrent des actes de parole du locuteur envers le destinataire, 

« qui :
- visent à exercer une force pour contraindre quelqu’un/un groupe social (le soumettre, le faire agir d’une certaine manière) et provoquent un sentiment de « mal-être » : menacer, ordonner, interdire, et même autoriser, accuser ;
- expriment le mépris, la haine, l’indifférence (dans certaines situations d’expression des affects ou de crise sociale), qui font « perdre la face publique » et provoquent un « mal-être » : injurier, insulter, maudire, blâmer, accuser;
- remettent en cause l’honnêteté, la sincérité, la pertinence, la bonne foi, le bon sens… de l’autre : critiquer, interrompre (Arrêtez, arrêtez, dans les confrontations politiques), infirmer, contredire (C’est un mensonge, Vous savez bien que ce n’est pas vrai). »

## Conséquences
L'abus verbal provoque souvent chez les victimes une baisse de l'estime de soi. De ce fait, elles peuvent souffrir de dépression clinique et de trouble de stress post-traumatique. Malgré le fait que ce soit un type d'abus très commun, l'abus verbal n'est pas sérieusement perçu comme forme d'abus car, hormis le fait qu'il peut y avoir la présence de témoins, il n'existe aucune preuve. Cependant dans la réalité, des cas modérés aux sévères cas d'abus verbaux (spécialement durant lesquels la victime subit des attaques répétées) peuvent être beaucoup plus nuisibles pour la santé d'un individu qu'un abus physique.
Un abus verbal dès le jeune âge peut contribuer à un complexe d'infériorité, des attitudes machistes et autres comportements négatifs pouvant s'étendre jusqu'à la vieillesse. Les individus se sentant verbalement attaqués sur une base régulière peuvent faire acte d'introspections et/ou rechercher des conseils de la part de professionnels et partir loin de l'environnement négatif lorsque c'est possible. Rester aux alentours du profiteur peut sérieusement atteindre le bien-être de l'individu.
La violence verbale revêt une valeur illocutoire ambivalente. En effet, l'auteur ou le destinataire de cette forme de violence en ont une perception très variable selon leurs histoires personnelles, leurs expériences ou leur situation de pouvoir. « Par exemple, Hopkins et al. (2013) montrent que la violence verbale en ligne est jugée négativement par les jeunes mais en même temps aucune sympathie n’est exprimée envers les cibles de ces comportements. Berthaud et Blaya (2015) indiquent que les étudiants ne rattachent pas l’ensemble des pratiques classées comme des phénomènes de violence à cette catégorie (pour eux, certains comportements ne sont pas « violents »). Ces auteurs font l’hypothèse que certaines incivilités font partie du mode relationnel. De la même manière, Walker et al. (2011) considèrent que la violence verbale peut être considérée comme acceptable, voire indissociable de la « vie sociale en ligne » par les jeunes ».

## Abus verbal consensuel
L'abus verbal consensuel (ou humiliation verbale) est une pratique commune de l'humiliation érotique, souvent du domaine BDSM. De manière consensuelle, le soumis se laisse insulter et/ou humilier par son dominant dans le but de s'exciter sexuellement ou par tendance masochiste (est la recherche du plaisir dans la douleur).

## Qualification juridique
Les termes « violence verbale » ou « abus verbal » ne sont pas des concepts juridiques codifiés dans les lois et une personne ne peut donc pas littéralement être condamnée pour violence verbale, selon ce libellé. Par contre, en fonction des faits en cause, la violence verbale pourrait constituer du harcèlement psychologique en droit du travail, une faute en responsabilité civile générale, des propos discriminatoires ou du harcèlement discriminatoire dans le droit relatif à la discrimination,, de la cruauté mentale dans le droit du divorce et dans des cas extrêmes, de l'incitation à la haine en droit pénal.
La violence verbale pourrait aussi s'apparenter à l'injure dans certains cas, mais ce ne sont pas tous les pays qui ont un régime juridique de l'injure. Par exemple, le Canada et les États-Unis n'ont pas de régime de l'injure, mais la France en a un.